# ويليام دبليو. كامبل
ويليام دبليو. كامبل (بالإنجليزية: William W. Campbell)‏ هو سياسي أمريكي، ولد في 20 أكتوبر 1870، وتوفي في 21 نوفمبر 1934. حزبياً، نشط في الحزب الجمهوري. وقد انتخب عضو مجلس ولاية نيويورك.